# Saint-Léger-sous-Brienne
Saint-Léger-sous-Brienne ist eine französische Gemeinde mit 386 Einwohnern (Stand: 1. Januar 2022) im Département Aube in der Region Grand Est (vor 2016 Champagne-Ardenne); sie gehört zum Arrondissement Bar-sur-Aube und ist Teil des Kantons Brienne-le-Château. 

## Geographie
Saint-Léger-sous-Brienne liegt etwa 28 Kilometer ostnordöstlich von Troyes. Umgeben wird Saint-Léger-sous-Brienne von den Nachbargemeinden Saint-Christophe-Dodinicourt und Lassicourt im Norden, Perthes-lès-Brienne im Nordosten, Brienne-le-Château im Süden und Osten, Blaincourt-sur-Aube im Südwesten, Épagne im Westen und Südwesten sowie Précy-Saint-Martin im Westen und Nordwesten.

## Bevölkerungsentwicklung
| Jahr                      | 1962 | 1968 | 1975 | 1982 | 1990 | 1999 | 2006 | 2011 | 2016 |
| Einwohner                 | 275  | 275  | 295  | 311  | 316  | 344  | 384  | 392  | 387  |
| Quelle: Cassini und INSEE |      |      |      |      |      |      |      |      |      |

## Sehenswürdigkeiten
- Kirche Saint-Thibaud, seit 1983 Monument historique
- Reste des ehemaligen Priorats Requignicourt
- Ehemaliger römischer Gutshof (Villa Rustica von Pièce de Rance)